# Hendrik Lorentz
Hendrik Antoon Lorentz (n. 18 iulie 1853, Arnhem, Gelderland, Țările de Jos – d. 4 februarie 1928, Haarlem, Țările de Jos) a fost un matematician și fizician neerlandez, profesor de fizică matematică la Universitatea din Leiden, laureat al Premiului Nobel pentru Fizică în anul 1902 împreună cu Pieter Zeeman, pentru serviciul extraordinar oferit prin studiile lor privind influența magnetismului asupra unor fenomene de radiație (efectul Zeeman).

## Biografie
Hendrik Lorentz a elaborat în 1909 teoria electronică a materiei ("Teoria electronilor"), pe baza căreia a explicat un șir de efecte electrice și optice, între care și efectul Zeeman. A descoperit, împreună cu Ludvig Valentin Lorenz, relațiile dintre refracția luminii și densitatea corpurilor (relațiile Lorentz - Lorenz) și a pus bazele  electrodinamicii mediilor în mișcare, relevând așa-numitele transformări ale lui Lorentz, care au avut un rol esențial în formularea teoriei relativității..